# Kansas City Power & Light Building
Kansas City Power & Light Building – wieżowiec w Kansas City, w stanie Missouri, w Stanach Zjednoczonych, o wysokości 145 m. Budynek został otwarty w 1931 i posiada 34 kondygnacje.